# Harald Wergeland
Harald Nicolai Wergeland, född 14 februari 1912, död 25 januari 1987, var en norsk teoretisk fysiker. 
Harald Wergeland var 1946–1979 professor i fysik vid Norges tekniske høgskole i Trondheim. Han invaldes 1972 som utländsk ledamot av svenska Kungl. Vetenskapsakademien.